# انحلال الخثرة

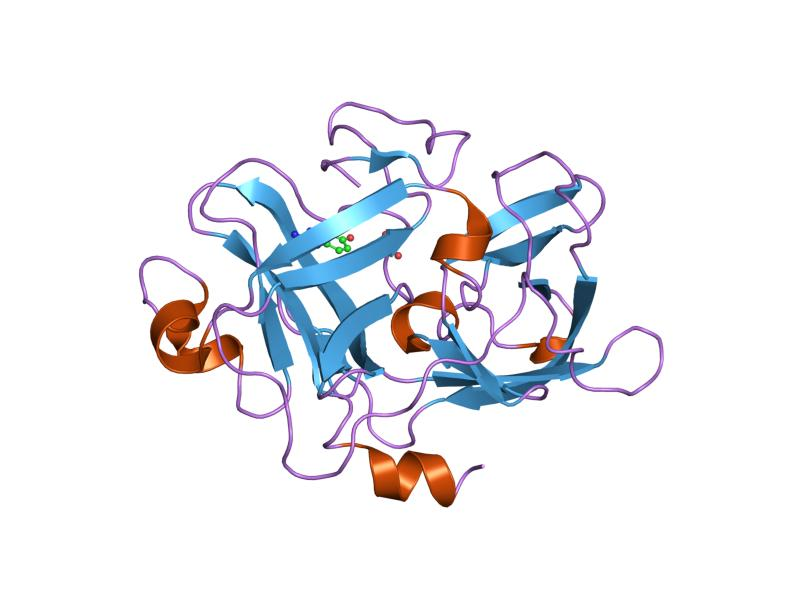

انحلال الخثرة (بالإنجليزية: Thrombolysis)‏، هو انهيار (تحلل) جلطات الدم  من خلال طرق دوائية، ويطلق عليه عادة إذابة الجلطات. وهو يعمل عن طريق تحفيز البلازمين لانحلال الفيبرين الثانوي من خلال تسريب النظير من منشط البلازمينوجين النسيجي (tPA)، البروتين الذي ينشط البلازمين بالوضع الطبيعي.

## العوامل
ويشمل انحلال الخثرة أساساً استخدام الأدوية الحالة للخثرة، الذي يذيب جلطات الدم. تشتق هذه العقاقير إما من الأنواع العقدية، أو، كما في الآونة الأخيرة، باستخدام التكنولوجيا الحيوية المأشوبة حيث يتم تصنيع (tPA) من خلال البكتيريا، مما أدى إلى مأشوب مفعل منشط البلازموجين النسيجي أو (rtPA).
بعض الأدوية الحالة للخثرة الأكثر شيوعاً:
- ستربتوكاينيز
- urokinase
- مأشوب مفعل منشط البلازموجين النسيجي:
  - (alteplase (rtPA
  - reteplase [الإنجليزية]
  - تينيكتيبلاز

## مبادئ العمل
تشكيل جلطات الدم يكمن في الأساس لعدد من الأمراض الخطيرة (انظر أدناه). عن طريق تحطيم الجلطة، يمكن توقيف عملية المرض، أو تخفيض المضاعفات. بينما مضادات التخثر الأخرى (مثل الهيبارين) تمنع «نمو» الجلطة، العوامل الحالة للخثرة تقلل بنشاط حجم الجلطة.
معظم العوامل الحالة للخثرة تعمل من خلال تفعيل الإنزيم بلازمينوجين، الذي يوضح شبكة الفبرين متصالبة الترابط (السيساء للجلطة). وهذا يجعل من الجلطة قابلة للذوبان وتخضع للمزيد من التحلل البروتيني من الإنزيمات الأخرى، ويعيد تدفق الدم خلال الأوعية الدموية المسدودة.

## انحلال الخثرات المسرّع باستخدام الموجات فوق الصوتية
حديثًا قام مركز بتجربة عشوائية ((DUET  قامت بمقارنة (CDT) – انحلال الخثرات الموجهة بالقثطار- مقابل انحلال الخثرات المسرّع باستخدام الموجات فوق الصوتية ((USAT, EKOS Corporation) لعلاج انسداد الشرايين الطرفية التخثري الحاد. وأظهرت النتائج أنه، في المتوسط، تم الانتهاء من المرضى الذين عولجوا بواسطة USAT 12 ساعة قبل الذين عولجوا بواسطة CDT المعياري مع عدم زيادة في «الأعراض الجانبية الحادة.»  ويجري وضع خطط للبدء في دراسة DUET II، والتي سوف تكون غيرعشوائية باستخدام نظامEKOSمع جرعة أقل من الدواء كل ساعة مع توقع زيادة خفض مضاعفات النزيف.

## الإستخدامات
الأمراض حيث يستخدم انحلال الخثرة:
- احتشاء عضلة القلب.
- سكتة دماغية (سكتة دماغية إقفارية).[4]
- انصمام رئوي هائل.
- إقفار الأطراف الحاد.

بصرف النظر عن (streptokinase)، تعطى جميع الأدوية الحالة للخثرة مع الهيبارين (غير المجزأ أو الهيبارين منخفض الوزن الجزيئي)، عادة لمدة 24 إلى 48 ساعة.
انحلال الخثرة يتم عادة عن طريق الوريد. ويمكن أيضا استخدامه أثناء القيام بصورة وعائية (انحلال الخثرة داخل الأوعية)، مثلاً عندما يعاني المرضى من سكتة دماغية لأكثر من 3 ساعات.
يتم تنفيذ انحلال الخثرة عن طريق أنواع عديدة من المتخصصين الطبيين، بما في ذلك اختصاصي الأشعة التدخلية، وجراحي الأوعية الدموية، وأخصائي أمراض القلب، واختصاصي الأشعة التداخلية للأعصاب، وجراحي الأعصاب.
في بعض البلدان مثل الولايات المتحدة الأمريكية، قد يقوم فني الطوارئ الطبية بإعطاء الأدوية الحالة للخثرة للمصابين بالنوبات القلبية في الإعدادات قبل دخول المستشفى، بواسطة «على خط الاتجاه الطبي». في البلدان ذات المؤهلات الأكثر اتساعاً واستقلالاً. انحلال الخثرة قبل دخول المستشفى (انحلال الفيبرين) قد تبدأ من قبل ممارس الرعاية في حالات الطوارئ (ECP [الإنجليزية]). ومن ضمن الدول الأخرى التي تستخدم (ECP)، جنوب أفريقيا، والمملكة المتحدة، ونيوزيلندا. انحلال الخثرة قبل دخول المستشفى هو دائما نتيجة عملية حسابية لفائدة الخطر للنوبات القلبية، ومخاطر انحلال الخثرة، ومتاحية التدخل التاجي الأولي عن طريق الجلد (الرأب الوعائيpPCI). على هذا النحو، فإن ممارس ما قبل دخول المستشفى في كثير من الأحيان يتشاور مع طبيب القلب المتلقي لاتخاذ قرارات العلاج، العديد من أطباء القلب لديهم التفضيلات الشخصية لخيارات العلاج المتاحة.

## موانع الإعطاء
هناك موانع مطلقة وموانع نسبية لانحلال الخثرة.

### المطلقة
نزيف داخل القحف سابق في أي وقت، والسكتة الدماغية في أقل من 6 أشهر، رضح رأسي أو وجهي مغلق في غضون 3 أشهر، تسلخ الأبهر المشكوك به، السكتة الدماغية الإقفارية في غضون 3 أشهر (ما عدا السكتة الدماغية الإقفارية في غضون 3 ساعات)، أهبة نزيف نشط، ارتفاع ضغط الدم غير المنضبط (>180 انقباضي،>100 انبساطي)، الآفة الدماغية الوعائية الهيكلية المعروفة، والتشوهات الشريانية الوريدية، قلة الصفيحات، اضطرابات التخثر المعروفة، أورام المخ، انصباب تأموري، صمة إنتانية [الإنجليزية].

### النسبية
استخدام مضادات التخثر الحالي، العمليات الباضعة أو الجراحية في الأسبوعين الأخيرين، الإنعاش القلبي الرئوي لفترة مطولة (CPR) ويعرف بأنه أكثر من 10 دقائق، أهبة نزيف معروف، الحمل، اعتلال الشبكية النزيفي أو المرتبط بداء السكري، قرحة معدية نشطة أو ارتفاع ضغط الدم الشديد المسيطر عليه.